# Virus bạch cầu ở mèo
Feline leukemia virus là vi rút gây bệnh bạch cầu ở mèo (FeLV) là một loại Retrovirus lây nhiễm cho mèo. FeLV có thể lây truyền từ mèo bị nhiễm bệnh khi thông qua nước bọt hoặc các dịch tiết có liên quan đến mũi. Nếu không bị đánh bại bởi hệ miễn dịch của động vật, virus có thể gây ra các bệnh có thể gây tử vong.
FeLV được phân loại thành bốn phân nhóm, A, B, C và T. Mèo bị nhiễm có sự kết hợp của FeLV-A và một hoặc nhiều nhóm phụ khác. Các triệu chứng, tiên lượng và điều trị đều bị ảnh hưởng bởi phân nhóm.

## Chẩn đoán và tiên lượng
Mèo được chẩn đoán là bị nhiễm ELISA liên tục bị nhiễm bệnh có thể tử vong trong vòng vài tháng hoặc có thể mắc các triệu chứng trong thời gian lâu hơn; thời gian sống trung bình sau khi chẩn đoán là khoảng 2,5 năm.
FeLV được phân loại thành bốn phân nhóm:
- FeLV-A chịu trách nhiệm về đặc tính ức chế miễn dịch của bệnh. Tất cả những con mèo mang trong mình virut FeLV đều có FeLV-A.[4]
- FeLV-B làm tăng thêm tỷ lệ mắc các khối u và các mô tăng trưởng bất thường khác. Khoảng một nửa số mèo bị nhiễm FeLV có FeLV-B.[5]
- FeLV-C gây  nên tình trạng thiếu máu trầm trọng. Khoảng 1% mèo nhiễm FeLV có FeLV-C.[4][5]
- FeLV-T dẫn đến suy giảm bạch cầu lymphô và suy giảm miễn dịch.[1]